# Oreta
Oreta és un gènere de papallones nocturnes de la subfamília Drepaninae.

## Taxonomia
- Complex d'espècies rosea
  - Oreta ancora Chu and Wang, 1987
  - Oreta andrema Wilkinson, 1972
  - Oreta angularis Watson, 1967
  - Oreta brunnea Wileman, 1911
  - Oreta eminens (Bryk, 1943)
  - Oreta flavobrunnea Watson, 1967
  - Oreta hoenei Watson, 1967
  - Oreta liensis Watson, 1967
  - Oreta loochooana Swinhoe, 1902
  - Oreta obtusa Walker, 1855
  - Oreta paki Inoue, 1964
  - Oreta pavaca Moore, [1866]
  - Oreta pulchripes Butler, 1877
  - Oreta rosea (Walker, 1855)
  - Oreta sanguinea Moore, 1879
  - Oreta shania Watson, 1967
  - Oreta speciosa (Bryk, 1943)
  - Oreta trispina Watson, 1967
  - Oreta turpis Butler, 1877
  - Oreta vatama Moore, [1866]
- Complex d'expècies insignis
  - Oreta ashleyi Holloway, 1998
  - Oreta bicolor Warren, 1897
  - Oreta insignis (Butler, 1877)
  - Oreta perfida Warren, 1923
  - Oreta perobliquilinea Warren, 1923
  - Oreta singapura Swinhoe, 1892
  - Oreta sublustris Warren, 1923
  - Oreta subvinosa Warren, 1903
  - Oreta unilinea (Warren, 1899)
- Complex d'expècies extensa
  - Oreta extensa Walker, 1855
  - Oreta pingorum Holloway, 1998
  - Oreta roepkei Watson, 1961
  - Oreta suffusa Walker, 1855
- Complex d'expècies fuscopurpurea
  - Oreta fuscopurpurea Inoue, 1956
- Complex d'expècies carnea
  - Oreta carnea (Butler, 1892)
  - Oreta griseotincta Hampson, 1893
  - Oreta identata Watson, 1961
  - Oreta jaspidea (Warren, 1896)
  - Oreta rubrifumata Warren, 1923
- Complex d'expècies rubromarginata
  - Oreta bilineata H.F. Chu & L.Y. Wang, 1987
  - Oreta fulgens (Warren, 1899)
  - Oreta rubromarginata Swinhoe, 1902
  - Oreta sambongsana Park, M. Y. Kim, Y. D. Kwon & E. M. Ji, 2011
- Espècies desconegudes
  - Oreta inflativalva Song, Xue & Han, 2012
  - Oreta miltodes Lower, 1903
  - Oreta trispinuligera Chen, 1985

## Espècies antigues
- Oreta ankyra Chu & Wang Chu & Wang, 1987
- Oreta calida Butler, 1877
- Oreta dalia H.F. Chu & L.Y. Wang, 1987
- Oreta fusca H.H. Chu & L.Y. Wang, 1987
- Oreta hyalina H.H. Chu & L.Y. Wang, 1987
- Oreta lushansis Fang
- Oreta trianga H.F. Chu & L.Y. Wang, 1987
- Oreta unichroma H.H. Chu & L.Y. Wang, 1987
- Oreta zigzaga H.F. Chu & L.Y. Wang, 1987